# 柯爾特SCAMP全自動手槍
柯爾特 SCAMP（英語：Colt Small CAliber Machine Pistol，意為小口徑衝鋒手槍）是一款由柯爾特公司在1969年構想、用以取代日漸老化的柯爾特M1911A1手槍的全自動手槍，發射.22 SCAMP（5.56×29毫米）口徑手枪子彈。

## 設計
1971年，由「旨在使單兵的火力大幅增加，而只是略微增加重量和體積」這一概念產生而成的武器，在那時製成的一枝SCAMP原型槍當中體現出來。但直到1974年，手槍以及為手槍而研發的獨特彈藥都並無軍隊願意購入。雖然測試SCAMP的人對其印象深刻，但並無官方有發展的興趣。“輕武器評論”雜誌上的一篇關於原型槍的報導文章仍保留在柯爾特檔案館當中。
柯爾特的設計工程師亨利·A·英川（Henry A. Into）回憶說，他們想要一款可擊發調變的武器，成為取代M1911A1的基礎。柯爾特設計師研究了當時最小型的冲锋枪（包括捷克Vz. 61蠍式衝鋒槍和烏茲衝鋒槍），和在修補中製成的大容量彈匣手槍的全自動版本（比如白朗寧大威力半自動手槍）。他們最終選擇了內部的設計，英川回憶說，這是一款氣動式、閉膛待擊，並且具備擊發調變能力（包括三發點放）的武器。SCAMP的彈匣容量與衝鋒槍的相當接近，裝彈達到27發。
SCAMP的設計就是可以控制且準確地射擊。因此，它具有在射靶手槍上可見的握把形狀，膛徑設於手掌低位以降低重心，以及點放射擊模式可讓其連射多發而後座力拖延的問題。槍口還內置了後座輔助器。
對準確性的要求導致需要設計SCAMP的始原子彈。最初的題議是使用.223口徑步枪子彈，但發現這對該手槍而言過于燙熱。在接受採訪時亦提到，9×19公釐帕拉貝倫彈亦因相對較沉重的後座力而被屏棄。同樣地也被屏棄的還有.22溫徹斯特麥格農、5毫米雷明登和.22黃蜂彈等子彈。
設計團隊最終決定將.221雷明登火球彈用作他倆新型彈藥的基礎，進而設計出一款.224口徑中央底火式彈藥，並且命名為.22 SCAMP。這彈藥比原來的火球彈更短更小口徑化。（關於.22 SCAMP的尺寸，請再次參閱以上的輕武器評論文章）
不幸的是，儘管少數軍事人員參與了SCAMP的測試並且給予了正面的評價，但最終的反應是當時的軍方並未打算取代M1911A1手槍。另一個消息來源宣稱：1971年，軍隊由於已經在展開名為“個人防衛武器”的並行開發工作，因而拒絕採用SCAMP。結果柯爾特.45 ACP手槍直到1985年以前都不曾被取代過。
SCAMP的彈藥後來被追加凸緣，讓該彈藥可用於左輪手槍以上，成為安全部隊的武器。但這也沒能賣出去。

## 資料來源
1. 1 2 3 4 5 6  Kitsune. .   [September 1, 2013]. （原始内容存档于2017-03-14）.
2. 1 2 3 4 5 6 7  Truby, J.David. . Small Arms Review. May 2004, 7 (8): 26–28.
3. ↑  Watters, Daniel E. . thegunzone.com.   [September 2013]. （原始内容存档于2012-09-25）.

## 外部連結
- （英文）—專利圖則 （页面存档备份，存于）